# Itumeleng Khune
Itumeleng Khune (nascut a Ventersdorp, Sud-àfrica, el 20 de juny del 1987) és un futbolista sud-africà que actualment juga de porter al Kaizer Chiefs de la Premier Soccer League i per la selecció de Sud-àfrica des del 2008.